# Третє відродження УАПЦ та проголошення Київського Патріархату 5-6 червня 1990 року
Святкування тисячоліття хрещення України сприяло активізації національно-релігійного руху. Це збіглося в часі з руйнуванням СРСР та імперської «церковної домовини». Почали створюватися громадські об’єднання, які під приводом вивчення історії України і релігії ставили собі метою відродження української державності. Наприкінці 80-х років у Києві було створено «Український культурологічний клуб», а при Будинку вчених – просвітницький клуб «Спадщина». До цих клубів увійшли відомі правозахисники, релігійні діячі, студенти. В спілкуванні й дискусіях  зародилася ідея відродження УАПЦ в Україні. На початку 1989 року створилася Ініціативний комітет з відродження УАПЦ, до якого увійшли Леся Лохвицька, Анатолій Битченко, Тарас Антонюк, Микола Будник. 
Новий поштовх відродженню УАПЦ дала установча конференція Товариства української мови імені Тараса Шевченка, яка відбулась у Києві 11-12 лютого 1989 року. Виступ на конференції настоятеля Св. Успенського православного храму м. Єлгава (Латвія) свящ. Богдана Михайлечка підвів підсумок роботи Ініціативного комітету з відродження УАПЦ. Свящ. Б. Михайлечко відверто заявив, що УАПЦ була розстріляна сталінсько-московським режимом, цій Церкві  не дали животіння навіть у підпіллі, а кращі представники православних українців мученицькою кончиною засвідчили світу про УАПЦ, своєю кров’ю довели вірність завітам Христа. Свящ. Б. Михайлечко закликав підняти голос протесту проти неправди, стати на захист забороненої УАПЦ та порушити клопотання перед урядом УРСР про реабілітацію невиннозамучених єпископів, духовенства та віруючих Церкви, оголосив, що у Києві створено Ініціативний комітет з відродження УАПЦ.
15 лютого 1989 року до засобів масової інформації було подано повідомлення про створення Ініціативного комітету з відродження УАПЦ. Очолив комітет свящ. Б. Михайлечко. До кінця квітня 1989 року до комітету ввійшли Євген Сверстюк, Ольга Гейко (Матусевич), Тетяна Битчеко, Сергій Набока, Олександр Ткачук. Ініціативний комітет направив звернення до Президії Верховної Ради СРСР та УРСР, до міжнародної громадськості з вимогою легалізації та реєстрації УАПЦ. У зверненні члени комітету просили Вселенського Патріарх Димитрія І, УАПЦ в діаспорі та всі Автокефальні Церкви світу підтримати законні вимоги православних українців.
У березні 1989 року свящ. Б. Михайлечко, вперше після Другої Світової війни, відправив Божественну Літургію для прихильників УАПЦ у м. Києві у приватному будинку по вулиці Сєдовців, 8А.  У червні 1989 року київська громада УАПЦ подала прохання до Подільського райвиконкому м. Києва про реєстрацію громади та передачу храму Миколи Набережного, але громаді у цьому було відмовлено. 
Ініціативний комітет розгорнув широку роботу серед населення за відродження УАПЦ. Було оприлюднено «заклик до православних українців» у якому, зокрема, наголошувалося: «Церква наша, пролежавши в «духовній домовині» понад 250 років, здавалося, ніколи не воскресне… Церква відродилася з попелу небуття. Жива наша Церква!... яка й досі діє в еміграції».
У Києві започатковується видавництво газети «Наша віра Православ’я». Перший номер вийшов у вересні 1989 року. До редакційної колегії увійшли Олександр Ткачук, Михайло Орфенюк, Микола Будник. З жовтня 1989 року редакцію газети очолив Євген Сверстюк. Газета зробила значний внесок у відродження УАПЦ в Україні. З її сторінок лунали заклики до єпископату Українського екзархату РПЦ повернутися обличчям до свого народу, припинити деонаціоналізацію його через Церкву, перестати бути слухняним знаряддям в руках великодержавних російських шовіністів.
19 серпня 1989 року на заклик Ініціативного комітету з відродження УАПЦ відгукнулася парафія Свв. Апп. Петра і Павла у Львові. Протоієрей Володимир Ярема, священики та всі віруючі храму урочисто оголосили про вихід зі складу РПЦ. 8 вересня 1989 року місцеблюститель Київського митрополичого престолу блаженніший митрополит Мстислав, Першоієрарх УАПЦ направив звернення до вірних УАПЦ на Батьківщині і у всьому світі розсіяних. У ньому він доводив законність і канонічність свого місцеблюстительства на Київському митрополичому престолі і закликав до праці по відродженню УАПЦ. У зверненні вказувалося про призначення протоієрея Богдана Михайлечка своїм «відпоручником та духовним адміністратором з обов’язком, під моїм доглядом, організовувати, координувати і здійснювати акції на відновлення в Україні святої УАПЦ, а його заступником всечесного протоієрея Володимира Ярему».
2 жовтня 1989 року відбувся Львівський єпархіальний собор УАПЦ, який звернувся до єпископа Іоана Боднарчука з проханням очолити УАПЦ. 16 жовтня 1989 року єпископ Іоан Боднарчук очолює УАПЦ. 9 грудня 1989 року предстаники громад УАПЦ приймають рішення про створення Всеукраїнського православного братства Св. апостола Андрія Первозванного. Братство відіграло велику роль по відродженню УАПЦ та проробило величезну роботу по скликанню Всеукраїнського Православного Собору.
На кінець 1989 року громади УАПЦ були зорганізовані майже у всіх обласних центрах. На Страсному тижні 1990 розпочалося богослужіння у храмі Св. Архистратига Михаїла у Києві (Музей Архітектури і побуту с. Пирогово). Рух за автокефалію набирав сили.
Перед УАПЦ в Україні постало питання відновлення канонічної ієрархії УАПЦ. Єпископ Іоан звертався до Патріарха Грузинської Православної Церкви, заштатного єпископа Іонафана (Єлецьких) до єпископа Молдавського і Кишинівського Володимира та інших ієрархів РПЦ, але страх перед сильними світу цього взяв гору і владики відмовили у висвяті нового єпископа. За православними канонами для хіротонії єпископа необхідно не менше двох єпископів. 31 березня 1990 року у храмі Свв. Безсрібників Косьми і Даміана у с. Михайловичі Дрогобицького р-ну, Львівської обл. відбулася хіротонія у єпископа Тернопільського і Бучацького священика Іоана Боднарчука, в постригу Василія. Хіротонію здійснили єпископ Луцький і Волинський Варлаам, РПЦ (зі слів митрополита Іоана), єпископ Яснополянський Вікентій (Чекалін), РЗПЦ. 7 квітня 1990 року у Благовіщенському храмі с. Підгайчики Коломийського р-ну Івано-Франківської обл. Собором єпископів Іоана, Вікентія і Василія рукопокладено у сан єпископа Івано-Франківського і Коломийського священика Стефана Абрамчука, у чернецтві Андрія. Згодом були висвячені єпископи: Данило (Ковальчук), єпископ Чернівецький і Хотинський і всієї Буковини, Володимир (Романюк), єпископ Ужгородський і Хустський, Миколай (Грох), єпископ Рівненський і Острозький, Роман (Балащук), єпископ Чернігівський і Сумський.
Остаточне організаційне оформлення УАПЦ відбулося на Всеукраїнському Православному Соборі 5-6 червня 1990 року у м. Києві. Відкрився Собор Божественною Літургією, яка відправлялася у Свято-Софійському соборі, завдяки старанням народного депутата Олеся Шевченка. На Собор з’їхалося 703 депутати з усієї України, з них 7 єпископів, духовенство і миряни. Серед гостей народні депутати України О. Шевченко, І. Драч, І. Заєць, С. Головатий та інші, іноземні гості, представники засобів масової інформації України і з-за кордону. Собор заслухав доповідь архієпископа Іоана Боднарчука у якій було дано канонічне обґрунтування установлення Українського (Київського) Патріархату. Ідею утворення Київського Патріархату висловив священик Василь Романюк (Святіший Патріарх Київський і всієї України-Руси Володимир) ще у 1972 році в час свого попереднього ув’язнення у листі до священика Мирона Сас-Жураківського. З доповідями виступили єпископ Володимир (Романюк), Євген Сверстюк, Сергій Головатий, Іван Драч та інші.
Митрополит Мстислав на Собор не прибув, оскільки Міністерство Закордонних Справ СРСР не дозволило йому в’їзду до СРСР як особливо небезпечному ворогу, «клерикалу-петлюрівцю». На Соборі було прийнято «Устав про управління УАПЦ»; возведено в сан Митрополита архієпископа Іоанна (Боднарчука) з титулом блаженніший митрополит Львівський і Галицький. Найважливішим було те, що на Соборі проголошено Український (Київський) Патріархат і обрано Предстоятелем УАПЦ блаженнішого митрополита Мстислава (Скрипника) з титулом Святіший Патріарх Київський і всієї України. На час відсутності Патріарха Собор уповноважив митрополита Іоана керувати Київською Патріархією та надав йому повноваження намісника Київського Патріаршого Престолу. Ухвалою Собору було утворено Львівсько-Галицьку митрополію та Тернопільську і Івано-Франківську архієпископії.
Собор урочисто заявив про уневажнення «самоліквідації» УАПЦ на Соборі УАПЦ 1930 року. Від Собору було направлено звернення до Уряду УРСР про повернення храмів і майна УАПЦ. Також прийнято ухвалу про відкриття духовних навчальних закладів, а при Патріархії створено відділи: закордонний, видавничий, господарський, місіонерський, пенсійного забезпечення. Собор прийняв звернення до українського народу, направив телеграми до Вселенського Патріарха Димитрія І, предстоятелів Помісних Автокефальних Церков у яких сповіщалося про проголошення Українського (Київського) Патріархату та про вибори на Київський Патріарший Престол Святішого Патріарха Мстислава. Телеграми були направлені на Помісний Собор РПЦ в м. Загорськ (Росія), Президенту СРСР М. Горбачову, Голові Президії Верховної Ради УРСР В. Івашку.
Проголошенням Патріархату та виборами на Патріарший Престол Святішого Патріарха Мстислава Собор здійснив одвічну мрію православного українського народу про свою Автокефальну Православну Церкву і свого Патріарха. Праця і мрії великих достойників українського народу були втілені у життя Церкви. 
Український народ у своєму духовному і національному розвитку упевнено рухався вперед, долаючи усі перешкоди, що поставали на його шляху. Вірність Христу, відданість Його заповітам увінчались Господньою подякою. Синод Вселенського Патріархату на чолі з Святішим Патріархом Варфоломеєм, прийняв Українську Церкву як рівну серед рівних, без усяких принизливих досвячень і пересвячень. 5-6 січня 2019 року в кафедральному соборі Вселенської Патріархії на честь святого Георгія Переможця у Стамбулі (Константинополі) відбулося вручення Томосу про автокефалію Православної Церкви України блаженнішому Епіфанію митрополиту Київському і всієї України.
Відзначимо цю дату як знакову перемогу правди над неправдою, закону над беззаконням, сили Христової над безсиллям облуди і олжі ворогів православних українців, псевдохристиян, які перебувають в тенетах сергіансько-московської єресі.
Преосвященний Володимир, єпископ Фастівський, вікарій Київської єпархії Православної Церкви України.